# サンガム文学

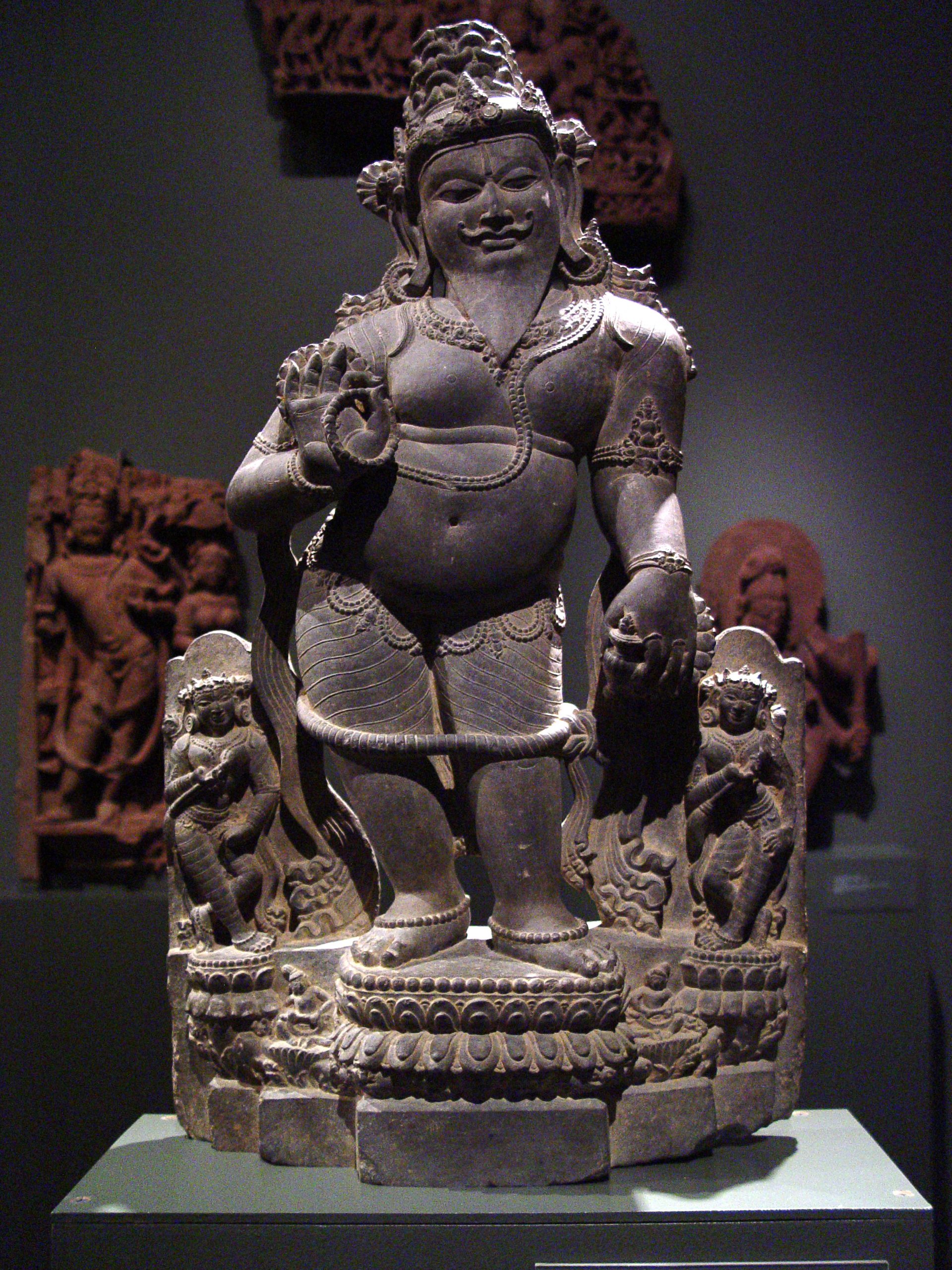
アガスティヤ、パーンディヤ朝・サンガムの重要人物

サンガム文学（サンガムぶんがく、タミル語: சங்கம்、英語: Sangam）は、1世紀から3世紀を中心に盛んになったタミル語の古典文芸の通称。シャンガム文学とも呼ぶ。名前の由来は、パーンディヤ朝の首都であるマドゥライに存在した学術院サンガム（シャンガム）から来ている。
現存するサンガム文学として、二大詞華集と呼ばれる『エットゥトハイ』 (Eṭṭuttokai) ( タミル語: எட்டுத்தொகை ) と『パットゥパーットゥ』 (Pattuppāṭṭu) ( タミル語: பத்துப்பாட்டு )がある。470余人の詩人たちによる2381の作品からなり、このうち先者不明の作品が100余ある。内容は、恋愛を扱ったアハムと戦争を題材としたプラムに大きく分かれる。一部を除いて世俗文学であり、登場人物もさまざまである点で、同時代のサンスクリット語文学とは対照的である。
サンガム文学には当時の社会についても書かれており、歴史資料としての価値もある。詩人たちはサンガムにて文学理論書の『トルハーッピヤム』 (Tolkāppiyam) などを学び、それをもとに詩作を行い、評価を仰いだとされる。当時のタミル地方はチョーラ朝、チェーラ朝、パーンディヤ朝の3王朝があり、詩人たちは各地の宮廷で作品を残した。